# Морнаричке команде НОВЈ
Морнаричке команде Народноослободилачке војске Југославије образоване су на ослобођеној територији, после капитулације Италије.

## Команде
Команда морнарице НОВ и ПО у Цриквеници формирана је 8. септембра 1943. Главни штаб НОВ и ПО Хрватске дао јој је 24. септембра нов назив Команда морнарице за Хрватско приморје и Истру. У њеном саставу налазили су се: флотила од 4 патролна чамца, четири чете морнаричке пешадије, неколико обалских батерија и осматрачких станици, већи број лучких капетанија и заступства, и ненаоружани транспортни бродови (3 пароброда, 18 коча и око 45 моторних једрењака).
Обалска команда у Сплиту формирана је 19. септембра 1943, а деловала је до 29. септембра, кад је преласком на острва и издвајањем обалске артиљерије и острвске бригаде, добила име Штаб флоте наоружаних бродова. Под командом Штаба флоте налазило се 9 самосталних флотила од по 3—6 патролних чамаца, базираних по острвима, и једна флотила у чијем су се саставу налазила 2 наоружана пароброда (Бакар и Сион), 2 моторна брода (Иван и Лала) и 2 моторна (борбена) чамца (БЧ-1 и БЧ-з).
Обалска команда Книнског сектора у Ждрелцу, на острву Пашману, формирана је 25. септембра 1943. Имала је 4 флотиле од по два наоружана брода, једно минерско одјељење и три осматрачке станице. У њен састав ушао је и Морнарички одред Ражанац. Од 5. октобра носила је назив Команда морнарице за севернодалматинску обалу и отоке.
Формирањем морнарице НОВЈ 18. октобра 1943. Морнаричке команде су у новој организацији преформиране у штабове сектора (Поморски обалски сектори Морнарице НОВЈ).